# Nemocnice Peterborough
Městská nemocnice Peterborough je nemocnice ve Spojeném království, slouží jako akutní všeobecná okresní nemocnice příslušná k městu Peterborough v Cambridgeshire, zřizována je trustem Peterborough and Stamford Hospital NHS Foundation Trust.

## Rozvoj
Nemocnice má celkem 612 lůžek, čtyři podlaží a je umístěna na místě bývalé nemocnice Edith Cavell a nahradila původní okresní nemocnici (která byla otevřena v roce 1928 jako Veteránská nemocnice a potom postupně rozšiřována v letech 1960 a 1968) a nemocnici Edith Cavell (postavena roku 1988). gynekologické oddělení v Peterborough bylo uzavřeno a přestěhováno do nového ženského a dětského oddělení v nové nemocnici v 9 hodin ráno dne 30. listopadu 2010. Dětské oddělení, traumatologie a urgentní příjem byly přesunuty ve 2 hodiny v noci 3. prosince téhož roku. Služby byly plně převedeny z nemocnice Edith Cavell a okresní nemocnice v Peterborough 7. prosince, po tomto přesunu se městská nemocnice Peterborough stala plně funkční.
Stavební povolení bylo vydáno radou města v roce 2006 a jméno nemocnice bylo vybráno ve veřejné soutěži v roce 2008. Nemocnice spolu s přilehlými odděleními duševního zdraví, známé jako Cavell Centrum, je pod vedením Cambridgeshire and Peterborough NHS Foundation Trust, založen pod nemocnicí Fulbourn v Cambridge. První pacienti byli léčeni v nové nemocnici dne 15. listopadu 2010, i když k oficiálnímu slavnostnímu otevření došlo až v roce 2011.

## Zařízení
Městská nemocnice Peterborough byl největší stavební projekt ve městě, od doby, kdy byla před více než 800 lety postavena katedrála.
Nemocnice má Rakovinové centrum, Kardiologické centrum, ženské a dětské odděleni a urgentní středisko dospělých a pediatrických pacientů. Budova byla navržena architekty z Nightingale Associates, je první nemocnicí ve Velké Británii, která má funkci inovativních Cruciformovych oddělení. Tyto 4-lůžkové pokoje vytváří velký osobní prostor kolem každé postele a maximalizují dostupnost denního světla. Navigační panely byly začleněny po celé nemocnici tak, aby mohly pomoci s navigací a zlepšení celkového vzhledu budovy. Také, okna jsou strategicky umístěna tak, aby zajistila, výhledy do zeleně a další konstrukční prvky, které zvyšují pacientovu pozornost. 
Britský Červený kříž poskytuje podporu služeb, které pomáhají urychlit přijetí nebo propuštění z nemocnice.